# Équipe du Qatar des moins de 20 ans de football
Maillots
L'équipe du Qatar des moins de 20 ans ou Qatar U20 est une sélection de footballeurs de moins de 20 ans au début des deux années de compétition placée sous la responsabilité de la Fédération du Qatar de football. Elle a disputé deux finales continentales, la première perdue en 1980, enchaînant l'année suivante avec une finale de Coupe du monde, également perdue face à la RFA, la deuxième finale continentale disputée fut victorieuse en 2014.

## Palmarès
- Championnat d'Asie :
  - Vainqueur en 2014
  - Finaliste en 1980

- Coupe du monde :
  - Finaliste en 1981

## Compétitions internationales

### Résultats en Coupe du monde de football des moins de 20 ans
| Année | Résultat      | MJ            | V             | N             | D             | BP            | BC            |               |
| ----- | ------------- | ------------- | ------------- | ------------- | ------------- | ------------- | ------------- | ------------- |
| 1977  | Non inscrite  | Non inscrite  | Non inscrite  | Non inscrite  | Non inscrite  | Non inscrite  | Non inscrite  | Non inscrite  |
| 1979  | Non inscrite  | Non inscrite  | Non inscrite  | Non inscrite  | Non inscrite  | Non inscrite  | Non inscrite  | Non inscrite  |
| 1981  | Finale        | 6             | 3             | 1             | 2             | 7             | 9             |               |
| 1983  | Non inscrite  | Non inscrite  | Non inscrite  | Non inscrite  | Non inscrite  | Non inscrite  | Non inscrite  |               |
| 1985  | Non inscrite  | Non inscrite  | Non inscrite  | Non inscrite  | Non inscrite  | Non inscrite  | Non inscrite  |               |
| 1987  | Non inscrite  | Non inscrite  | Non inscrite  | Non inscrite  | Non inscrite  | Non inscrite  | Non inscrite  |               |
| 1989  | Non inscrite  | Non inscrite  | Non inscrite  | Non inscrite  | Non inscrite  | Non inscrite  | Non inscrite  |               |
| 1991  | Non inscrite  | Non inscrite  | Non inscrite  | Non inscrite  | Non inscrite  | Non inscrite  | Non inscrite  |               |
| 1993  | Non inscrite  | Non inscrite  | Non inscrite  | Non inscrite  | Non inscrite  | Non inscrite  | Non inscrite  |               |
| 1995  | 1er tour      | 3             | 0             | 1             | 2             | 1             | 4             |               |
| 1997  | Non qualifiée | Non qualifiée | Non qualifiée | Non qualifiée | Non qualifiée | Non qualifiée | Non qualifiée |               |
| 1999  | Non qualifiée | Non qualifiée | Non qualifiée | Non qualifiée | Non qualifiée | Non qualifiée | Non qualifiée |               |
| 2001  | Non qualifiée | Non qualifiée | Non qualifiée | Non qualifiée | Non qualifiée | Non qualifiée | Non qualifiée |               |
| 2003  | Non qualifiée | Non qualifiée | Non qualifiée | Non qualifiée | Non qualifiée | Non qualifiée | Non qualifiée |               |
| 2005  | Non qualifiée | Non qualifiée | Non qualifiée | Non qualifiée | Non qualifiée | Non qualifiée | Non qualifiée |               |
| 2007  | Non qualifiée | Non qualifiée | Non qualifiée | Non qualifiée | Non qualifiée | Non qualifiée | Non qualifiée |               |
| 2009  | Non qualifiée | Non qualifiée | Non qualifiée | Non qualifiée | Non qualifiée | Non qualifiée | Non qualifiée |               |
| 2011  | Non qualifiée | Non qualifiée | Non qualifiée | Non qualifiée | Non qualifiée | Non qualifiée | Non qualifiée |               |
| 2013  | Non qualifiée | Non qualifiée | Non qualifiée | Non qualifiée | Non qualifiée | Non qualifiée | Non qualifiée |               |
| 2015  | 1er tour      | 3             | 0             | 0             | 3             | 1             | 7             |               |
| 2017  | Non qualifiée | Non qualifiée | Non qualifiée | Non qualifiée | Non qualifiée | Non qualifiée | Non qualifiée |               |
| 2019  | 1er tour      | 3             | 0             | 0             | 3             | 0             | 6             |               |
| 2023  | Non qualifiée | Non qualifiée | Non qualifiée | Non qualifiée | Non qualifiée | Non qualifiée | Non qualifiée | Non qualifiée |
| 2025  | Non qualifiée | Non qualifiée | Non qualifiée | Non qualifiée | Non qualifiée | Non qualifiée | Non qualifiée | Non qualifiée |
| Total | 4/23          | 15            | 3             | 2             | 10            | 9             | 26            |               |